# Pie IV
Jean-Ange Medici (en italien Giovanni Angelo Medici di Marignano), né à Milan le 31 mars 1499, est le 224e pape de l’Église catholique de 1559 à 1565 sous le nom de Pie IV (en latin Pius IV, en italien Pio IV). Son nom est associé à la clôture du concile de Trente.

## Biographie

### Origines familiales
De condition modeste, il n'était aucunement apparenté aux Médicis, banquiers de Florence puis grand-duc de Toscane, ; mais lorsque son frère, Gian Giacomo, accèdera à la dignité de marquis, et sera au service des maîtres de Florence, il n'hésitera pas à se dire leur cousin.
Son père, Bernardino de' Medici, résidait dans un palais du quartier Nosigia à Milan, où il vivait comme un aristocrate, quoiqu'il ne fût pas véritablement d'extraction noble, mais plutôt collecteur d'impôts et prêteur sur gage, lié par là au service du duc. Sa mère, Cecilia Serbelloni, appartenait à une famille qui, elle non plus, ne pouvait se dire « noble », mais qui pourtant évitait les professions infamantes (à la différence de celle du père), et même affectait les manières des gentilshommes. Le père de Cecilia, en particulier, était magistrat, et descendant d'une famille de notables.
À partir de 1516, avec le retour des Français à la tête du duché de Milan, Bernardino de' Medici, compromis avec le duc et fortement endetté (il avait, en tant que collecteur d'impôt, dû avancer de l'argent au duc), est incarcéré par les gardes de Louis XII ; il meurt quelques jours après sa relaxe, sans avoir pu éteindre les dettes de sa famille.
Tandis que Giovanni Angelo fait des études de droit à l'université de Bologne, son frère aîné, Gian Giacomo, surnommé le Medeghino à cause de sa petite taille, devient le chef d'une bande de brigands de la région du lac de Côme.
À Bologne, Giovanni Angelo est reçu docteur in utroque jure (« dans les deux droits », civil et canonique) en 1525. Deux ans plus tard, en 1527, il entre dans la Curie romaine, avant de recevoir le chapeau de cardinal en 1549. De goûts simples pour la cour pontificale, il n'est pas exempt de tout reproche : on lui connaît trois enfants illégitimes.

### Pape
Dix ans plus tard, il est élu pape au terme d'un long conclave et prend le nom de Pie IV. Il inaugure son pontificat par le procès de la famille de son prédécesseur, Paul IV Carafa, qui avait pratiqué un népotisme jugé outrancier même pour l'époque. Le cardinal-neveu Carlo Carafa et le capitaine général de l'Église Giovanni Carafa sont sommairement exécutés. Les autres Carafa, dont le cardinal Alfonso Carafa (mort empoisonné en 1565), sont chassés de Rome et privés de leurs possessions dans les États pontificaux.
Conformément à la capitulation électorale votée par les cardinaux pendant le conclave, et avec l'appui du roi d'Espagne, Pie IV rouvre en 1562 le concile de Trente qui avait été suspendu par Jules III en 1552. La troisième période, à laquelle les Espagnols et Français assistent plus nombreux qu'auparavant, s'attache en particulier à réformer le clergé : les séminaires sont institués (XXIIIe session), le cumul des bénéfices est condamné et les évêques et cardinaux se voient rappeler l'obligation de résidence (XXIVe session). Une première bulle, Benedictus Deus, est publiée le 26 janvier 1564 afin de confirmer l'oeuvre du concile de Trente, appellant notamment les autorités temporelles à en appliquer les canons. Celle-ci est suivie par la bulle Injunctum nobis du 13 novembre 1564 impose désormais la Professio fidei tridentina (« profession de foi tridentine ») à tous les clercs, supérieurs d'ordre et professeurs d'université.
Pie IV suit de près les efforts conciliaires, dépêchant, outre ses légats, les théologiens Jacques Lainez et Alonso Salmeron, deux jésuites, ainsi que le dominicain Pedro Soto. Les pères conciliaires en viennent à se plaindre de travaux trop dirigés par la papauté, et l'on raille l'Esprit saint arrivant « par la poste de Rome ». Ces dissensions touchent également le pouvoir pontifical en lui-même, la révision en 1564 du sévère Index édicté par Paul IV n'étant pas au goût de tous.
Dans ses efforts pour faire appliquer les décrets du concile, Pie IV est épaulé par son neveu, Charles Borromée. Il l'a fait venir à Rome dès le début de son règne et l'a couvert d'honneurs : cardinal, archevêque de Milan, légat à Bologne et en Romagne et secrétaire privé. Charles Borromée fait de son diocèse un modèle d'application de la lettre comme de l'esprit du concile.
Fondateur des archives centrales du Vatican, Pie IV ne se distingue pas par son mécénat en faveur des lettres. En revanche, il s'intéresse à l'urbanisme de Rome, faisant édifier le casino du Belvédère, ajouter des fortifications au château Saint-Ange ou encore étendre la muraille léonine.
Il meurt le 9 décembre 1565 de la fièvre romaine (ou fièvre des marais) (en) une forme particulièrement mortelle de la malaria. Inhumé d'abord à la basilique Saint-Pierre, il est ensuite transféré à Sainte-Marie-des-Anges, dessinée sous son pontificat par Michel-Ange.

## Succession apostolique
Pie IV a ordonné les évêques suivants :
- Cardinal Marcantonio Bobba (1557)
- Cardinal Giovanni Antonio Serbelloni (1557)
- Évêque Giovanni Domenico D'Anna (1561)